# 이민훈
이민훈은 대한민국의 교수, 사회복지사이다.

## 경력
- 2023.12~ 대전광역시 서구 장애인복지위원회 위원
- 2023.09~ 대전광역시 서구 장애인수급자격심의위원회 위원
- 2018.02~ 대전과학기술대학교 겸임교수
- 2014.10~ 장애인주간보호센터 헬로 시설장